# Lechtal
Lechtal er en dal i Østrig, som for en stor dels vedkommende er beliggende i Tyrol, men også i både Vorarlberg og den tyske delstat Bayern. Den gennemløbes af floden Lech.

## Geografi & klima
Lechtal har sin nordlige grænse i syd med Lechtaler Alperne og i nord med Allgäuer Alperne. Den har en del sidedale, og i bunden af dalen findes Lech-flodens udspring. Ved Füssen overgår dalen til Bayerische Voralpen.
Den årlige gennemsnitstemperatur er 5,3 °C, med gennemsnitlige maksimale temperaturer på omkring 21 grader i juli måned og gennemsnitlige minimumstemperaturer omkring -4 °C i januar måned. Årligt falder der omkring 1300 mm regn, til sammenligning med Danmarks 712 mm .
Naturlandskabet er præget af at være en alpin floddal, med nåletræer, en rig bestand af fugle, samt over 1000 blomsterarter.

## Erhverv
Den øvre del af Lechtal er kendte som gode skiområder (Zürs og Lech), mens det meste industri og erhverv kan findes i Reuttener Becken i Tyrol.

### Turisme
Vinterturismen er den nok vigtigste økonomiske faktor , med 275.000 overnatninger om året, hvilket giver et højere gennemsnit per indbygger  i forhold til resten af Østrig. Da skiområderne samtidig er godt trafikalt forbundet med hinanden giver det god vilkår for turisme. Der er mange muligheder for at stå på ski (on-piste såvel som off-piste), freeride-ture, det noget mere eksotiske heliskiing (hvor man ikke når toppen med en skilift, men en helikopter) og snowboard.
Men Lechtal er absolut en destination som kan besøges året rundt. Naturparken Tiroler Lech er et godt udgangspunkt, men den såkaldte Lechweg  er en vandresti på hele 125 km, hvor man kan vandre fra Vorarlberg hele vejen til den bayerske del af Allgäu i Tyskland.

## Eksterne links
- http://www.zamg.ac.at/fix/klima/oe71-00/klima2000/klimadaten_oesterreich_1971_frame1.htm

- https://www.kommunalkredit.at/uploads/Gemeindefinanzbericht11InternetLO19_6055_DE.pdf
- http://www.tt.com/wirtschaft/standorttirol/11367784-91/lechtal-legte-18.000-n%C3%A4chtigungen-zu.csp
- http://www.lechtal.at/
- http://www.tiroler-schutzgebiete.at/schutzgebiete/naturpark-tiroler-lech.html Arkiveret 1. maj 2017 hos  Wayback Machine
- http://www.lechweg.com/de/karte/uebersichtskarte/

47°19′53″N 10°31′53″Ø / 47.331319°N 10.5312967°Ø